# Хатрабы
Хатрабы (лат. Chatrabus) — род морских лучепёрых рыб из семейства батраховых (Batrachoididae). Представители рода распространены на юго-востоке Атлантического океана (у южного побережья Африки). Длина тела составляет от 19 до 26 см. Это придонные хищные рыбы, поджидающие добычу в засаде. Охранный статус представителей рода не определён, они безвредны для людей и не являются объектами промысла.

## Описание
Брюшные плавники относительно длинные, их окончание доходит до анального отверстия. На предкрышке два неполых шипа и два филамента. В анальном плавнике менее 18 мягких лучей.

## Классификация
На январь 2019 года в род включают 3 вида:
- Chatrabus felinus (Smith, 1952) — Складчатый батрихтис. Ранее данный вид относили к роду Batrichthys. На основании ряда морфологических признаков переместили в род Chatrabus.
- Chatrabus hendersoni (Smith, 1952) — Шоколадный хатраб[1]
- Chatrabus melanurus (Barnard, 1927) — Хатраб-горбун[1]